# Reidunn Laurén
Reidunn Laurén (ur. 11 sierpnia 1931 w m. Östersund, zm. 15 sierpnia 2022) – szwedzka prawniczka i urzędniczka państwowa, w latach 1991–1994 minister.

## Życiorys
Ukończyła studia prawnicze na Uniwersytecie w Uppsali (1954). Pracowała w administracji, w tym w resorcie mieszkalnictwa. Później związana z sądownictwem, od 1987 do 1990 była przewodniczącą Arbetsdomstolen (specjalnego sądu pracy). W latach 1991–1994 zajmowała stanowisko ministra bez teki (zastępującego ministra sprawiedliwości) w rządzie Carla Bildta. W 1994 objęła funkcję prezesa administracyjnego sądu apelacyjnego w Sztokholmie, którą pełniła do 1997.